# Moerarchis rectitrigonia
Moerarchis rectitrigonia is een vlinder uit de familie van de echte motten (Tineidae). De wetenschappelijke naam van de soort is voor het eerst geldig gepubliceerd in 2014 door Lin-Lin Yang & Hou-Hun Li.

## Type
- holotype: "male. 5-VI-2007, leg. Zhi-wei Zhang and Wei-chun Li"
- instituut: ICCLS in Nankai University, Tianjin, China
- typelocatie: "China, Hainan Province, Mt. Jianfeng, 18°50’ N 108°43’ E, 940 m"